# Dorfkirche Alt Karin

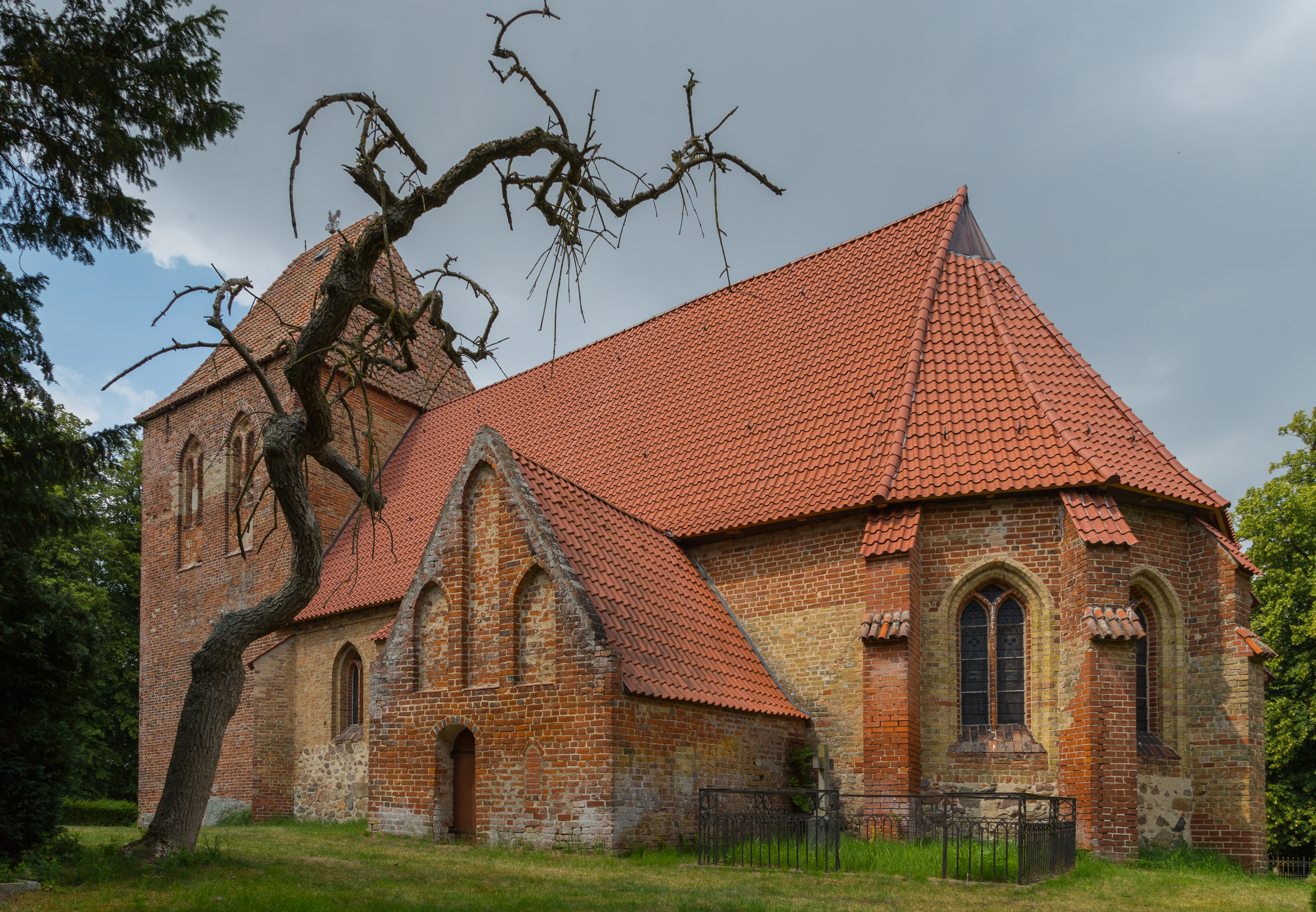
Dorfkirche Alt Karin von Südosten

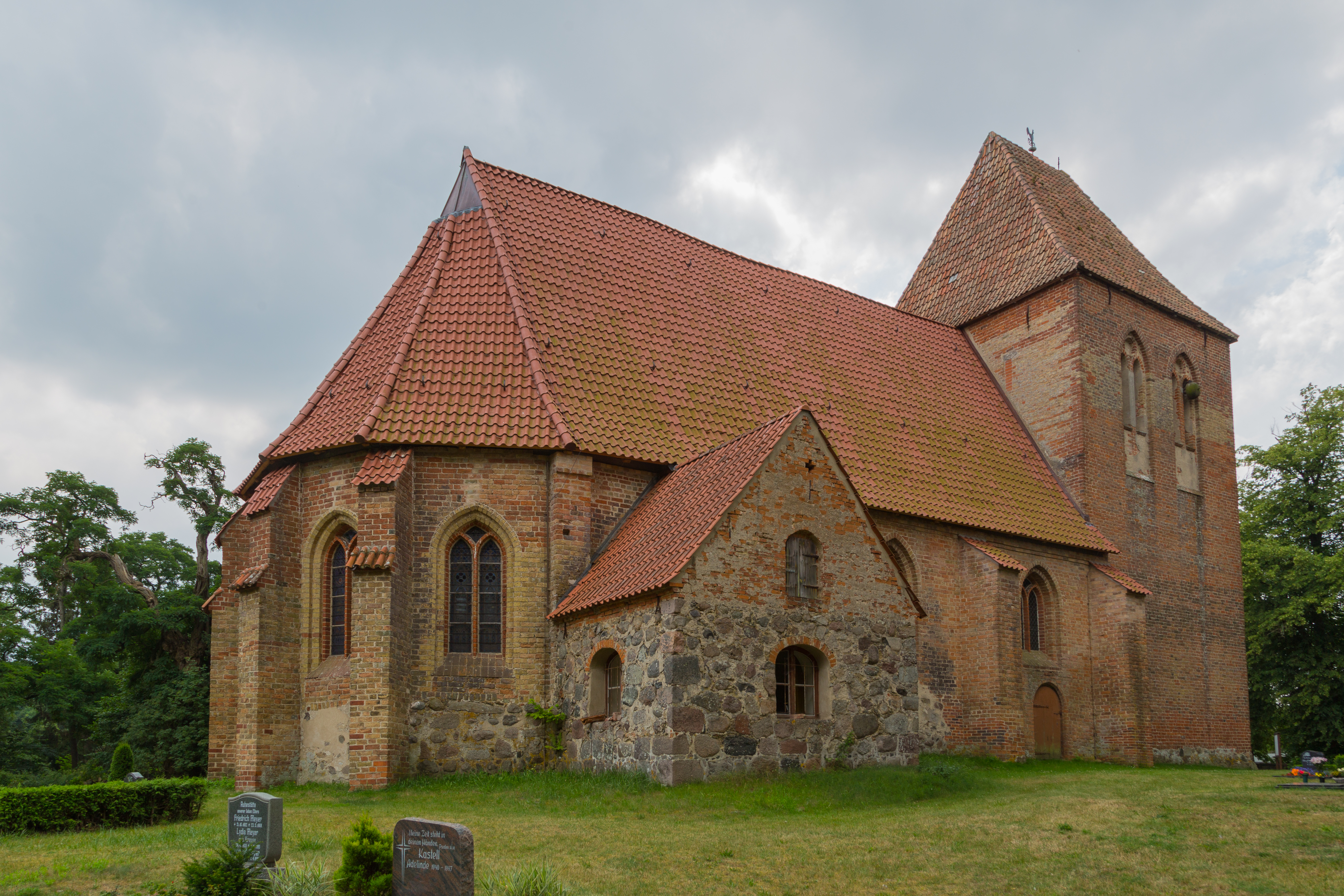
Ansicht von Nordosten

Die Dorfkirche Alt Karin ist ein frühgotischer Backsteinbau in der Gemeinde Carinerland im Landkreis Rostock. Sie ist eine Kirche der Kirchengemeinde Kröpelin des Kirchenkreises Mecklenburg in der Evangelisch-Lutherischen Kirche in Norddeutschland (Nordkirche).

## Geschichte
Erstmals 1233 wird Alt Karin als Kirchspiel genannt, es gehört zum Archidiakonat Rühn. Das gerade entstandene Kloster Sonnenkamp bezog ebenfalls Einkünfte von vier Hufen im Ort. 1240 wurde eine Memorienstiftung eines Ritters Hartwig Metzeke aus Alt Karin im Kloster Sonnenkamp begründet. Ab 1344 war die Familie Barnekow Eigentümer in Alt Karin und Altenhagen, sie erwarben die höchste Gerichtsbarkeit und die Bedehebungen. Am Ende des 14. Jahrhunderts bis in die Mitte des 15. Jahrhunderts hatte neben den Barnekows eine Familie von Karin Besitz und Rechte. 1459/63 erwirbt die Familie von Bibow das Vermögen beider alteingesessenen Familien. Das Kirchenlehen hatten sie bereits seit 1388, verloren es aber 1569 wieder an den Landesherren, da nur eine bestimmte Linie erbberechtigt war. 1621 erwarben es die von Bibow vom Herzog Adolf Friedrich I. erneut für 2300 Gulden. 1656 bis 1680 besaßen die von Zülow das Gut als Erben. Das Kirchenpatronat blieb so ununterbrochen erhalten. Später wechselte das Gut und Patronat mehrfach, darunter waren als Besitzer Karl Leonhard Müller von der Lühne. 1749 wurde festgestellt, dass das Patronat an der Kirche unberechtigt ausgeübt wird und Herzog Christian Ludwig II. nahm es zurück. Im 19. Jahrhundert folgten häufige Besitzerwechsel des Gutes.

## Baubeschreibung
Schlie nennt als Bauzeit das Ende des 13. Jahrhunderts oder den Beginn des 14. Jahrhunderts. Die Kirche ist ein frühgotischer Backsteinbau auf einem zwei Meter hohen Fundament aus unbehauenen Feldsteinen. Sie wird von Strebepfeilern gestützt. Das mit zwei hochbusigen Kreuzrippengewölben gedeckte Langhaus ist einschiffig, der Chor ist ebenfalls mit einem Kreuzgewölbe gedeckt und schließt mit einer 5/12 Apsis. Er wird mit einem spitzbogigen Triumphbogen vom Kirchenschiff getrennt. Der nahezu quadratische Turm mit einem Walmdach ist eingezogen. Südlich ist eine Vorhalle mit einem Blendengiebel angebaut. An der Nordseite befindet sich eine kleine Sakristei. Im Kirchenschiff ist eine umlaufende Empore eingebaut. Die Kirche wurde zwischen 1984 und 1988 renoviert. Die Kirchenfenster wurden laut evangelisch-lutherische Kirchengemeinde Kröpelin (vormals Kirche Mulsow) nicht erneuert, sie sollen aus dem 19. Jahrhundert stammen. Nach privaten Unterlagen wurden sie vom damaligen Besitzer des Gutes Groß Nienhagen, Schröder, gestiftet. Laut diesen Unterlagen hatte bereits Christian Nikolaus von Schröder 1753 den Chor an die Kirche anbauen lassen.

## Ausstattung

### Kanzelaltar, Pastorengestühl und Patronatslogen
Der Kanzelaltar mit Ornament- und Figurenschnitzereien von Engeln und den vier Evangelisten wurde 1736 von Heinrich Johann Bülle geschaffen. Unter dem Kanzelkorb befindet sich ein Altargemälde mit der Darstellung des Abendmahls. Das Pastorengestühl und die Loge an der Chorseite stammen von 1775, eine weitere Loge an der Südseite von 1783.

### Orgel
Die Orgel ist ein Werk von Marcus Runge aus dem Jahr 1904 mit zehn Registern auf zwei Manualen und Pedal.

### Glocken
Der Kirchturm beherbergt zwei Glocken, von denen stammt die größere, im Ton g¹ -5 erklingende Glocke vom Jahre 1928. An ihrer Schulter befindet sich die Inschrift: FRANZ SCHILLING SOEHNE IN APOLDA GOSSEN MICH ANNO DOMINI 1928. Eine weitere befindet sich auf der Flanke: EHRE SEI GOTT IN DER HOEHE. LUC. 2. 14.
Die kleinere Glocke aus der Zeit um 1440 (g² +1) zeigt sich als ein Werk des Meisters Timmo Jegher aus Lübeck und seinem namentlich noch unbekannten Mitarbeiters (?). Ihre Schulter ziert dafür ein Schriftband aus 29 Tatzenkreuzen. Auf ihrer Flanke zusätzlich das Wismarer Stadtwappen, das Zeichen Timmo Jeghers und das Zeichen seines Mitarbeiters.
Zur Zeit Schlies bestand das Geläut aus drei Glocken: von denen war schon immer die kleinste (Timmo Jegher) vorhanden gewesen. An heutiger Stelle der größeren Glocke befand sich ein älteres Instrument, höchstwahrscheinlich schon zum Ende des 14. Jahrhunderts existent mit der Inschrift in gotischen Majuskeln: IN HONORE BEATE MARIA VIRGINIS. Die damals größte Glocke war hingegen von Otto Gerhard Meyer aus Rostock 1752 gegossen. Die beiden letzteren Instrumente gingen wahrscheinlich im Ersten Weltkrieg verloren.